# Françoise Hus
Pour les articles homonymes, voir Famille Hus et Hus.
Œuvres principales
Plutus, rival de l'Amour (1756)
Françoise-Nicole Gravillon, épouse Hus, est une actrice et dramaturge française née à Lyon le 2 octobre 1710.
En 1730, elle épouse le chef de troupe François Hus, aîné d'une famille de comédiens et de danseurs. Elle est mère d'au moins cinq enfants, dont Jean-Baptiste, et Adélaïde-Louise-Pauline qui jouera à la Comédie-Française sous le nom de Mlle Hus.
En 1751, la troupe familiale se disperse et Françoise Hus se rend à Paris pour accompagner les débuts de sa fille à la Comédie-Française.
En septembre 1756, elle fait représenter son unique pièce, Plutus, rival de l'Amour, qui connaît quatre représentations à la Comédie-Italienne.
En 1762, Mme Hus débute à son tour à la Comédie-Française, mais elle abandonne à la deuxième représentation devant la sévérité du public. Elle meurt à Paris le 29 décembre 1782.